# Fantozzi
Pour plus de détails, voir Fiche technique et Distribution.
Fantozzi  est un film italien de Luciano Salce sorti en 1975. Ce film est le premier d'une longue série de films italiens qui voit Ugo Fantozzi comme personnage principal, toujours interprété par son créateur Paolo Villaggio.

## Synopsis
Le film raconte l'histoire d'un pauvre employé travaillant à la Megaditta (italien pour grosse boîte) et ses folles aventures…Elles sont racontées en onze épisodes : 
1. l'arrivée au portail de l'entreprise avant 8h30 ;
2. funérailles de la mère du directeur et invitation catastrophique de Mlle Silvani (it) ;
3. partie de foot entre mariés et célibataires ;
4. partie de pêche au camping avec le collègue Filini ;
5. Noël à l'entreprise et humiliation de la fille de Fantozzi ;
6. nouvel an anticipé avec Filini ;
7. défi au billard, et rencontre avec la mère de Catellani ;
8. entraînement au tennis avec Filini ;
9. au restaurant japonais avec Mlle Silvani ;
10. au ski à Courmayeur ;
11. rébellion et entretien avec le directeur Galattico.

- La scène est coupée puis remise en place

En 2004, avec la restauration du film pour l'édition DVD, une scène de la version du film a été rétablie. La scène se situe juste après le match de tennis avec Filini et montre une première tentative de Fantozzi pour perdre du poids. Le comptable y est admis à la clinique d'amaigrissement Le Magnolie, identique à tous les égards à une prison, où il est formellement interdit de manger et de boire mais où, le soir, des succulents plats sont servis à des "prisonniers" à des prix très avantageux. Fantozzi, après avoir épuisé ses richesses en nourriture, décide d'acheter "spaghetti alla Montecristo", un plat avec une lime incluse dans le plat. Cette histoire serait ensuite réinterprétée et élargie dans Fantozzi afin de ne pas réutiliser l'emplacement d'origine de la scène ou le complexe monumental de San Michele a Ripa Grande. La scène a de nouveau été supprimée lors de la restauration de 2015, réalisée sur la version du film.

## Fiche technique
- Réalisateur : Luciano Salce
- Scénariste : Leonardo Benvenuti, Piero De Bernardi, Paolo Villaggio
- Directeur de la photographie : Erico Menczer
- Genre : Comédie
- Durée : 100 minutes

## Distribution
- Paolo Villaggio : Ugo Fantozzi
- Liù Bosisio : Pina Fantozzi
- Gigi Reder : Filini
- Plinio Fernando : Mariangela Fantozzi
- Anna Mazzamauro : Mademoiselle Silvani (it)
- Giuseppe Anatrelli : Calboni
- Paolo Paoloni : Mega-président Balabam (it)
- Pietro Zardini :  Fonelli
- Elena Tricoli : Teresa Catellani
- Iolanda Fortini : comtesse Alfonsina Serbelloni Mazzanti vien dal Mare
- Umberto D'Orsi : Directeur Catellani
- Dino Emanuelli : collègue de Fantozzi
- Alfredo Adami : maitre de billard
- Luciano Bonanni : client au restaurant japonais
- Nicola Morelli : doct. Calabar
- Giuseppe Terranova : Follagra

## La saga
1. Fantozzi (1975)
2. Il secondo tragico Fantozzi (1976)
3. Fantozzi contro tutti (1980)
4. Fantozzi subisce ancora (1983)
5. Superfantozzi (1986)
6. Fantozzi va in pensione (1988)
7. Fantozzi alla riscossa (1990)
8. Fantozzi in paradiso (1993)
9. Fantozzi - Il ritorno (1996)
10. Fantozzi 2000 - La clonazione (1999)